# Рецкер, Яков Иосифович
Я́ков Ио́сифович Ре́цкер (1897, Таганрог — 1984, Москва) — советский лингвист, переводчик и лексикограф, классик науки о переводе, автор ряда учебников и учебных пособий по переводу, составитель фразеологических словарей. Кандидат филологических наук (1953).

## Биография
Родился в Таганроге в семье богатого коммерсанта в 1897 году. Учился в мужской классической гимназии. Будучи гимназистом, принимал участие в издании рукописного журнала «Последние новости».
Закончил 11-й ускоренный выпуск Михайловского артиллерийского училища в октябре 1917 года. С января 1920 по июль 1921 года служил в Красной армии. Демобилизовавшись из армии, поступил на юридический факультет Киевского университета, который бросил на 2-м курсе, узнав об освобождении судом преступника от наказания «по причине пролетарского происхождения».
В 1920-е годы Я. И. Рецкер работал переводчиком. Некоторое время он был референтом у Н. И. Бухарина. В 1938—1940 годах преподавал в ГИТИСе. С 1940 года начал преподавать французский или английский языки на только что открытых курсах переводчиков ЦК ВКП(б), которые после начала Великой Отечественной войны перевели в военный институт иностранных языков в Фергане, а затем в Ставрополь (ныне Тольятти). Я. И. Рецкер преподавал вначале в Институте военных переводчиков, затем — в Московском институте иностранных языков им. Мориса Тореза.
В 1953 году он защитил кандидатскую диссертацию по теме: «Стилистико-грамматическое значение абсолютных конструкций в английском языке». Глубоко знал четыре иностранных языка (французский, итальянский, немецкий, английский), не считая классических.
Супруга — Неждана Даниловна Янович (преподаватель английского языка), дочери Анна Рецкер (преподаватель английского языка), Ольга Янович (скрипачка).
Умер в 1984 году. Похоронен на Николо-Архангельском кладбище.

## Вклад в развитие теории перевода
Одним из важнейших достижений Я. И. Рецкера в развитии теории перевода считается установление связи между логикой и переводом, между логическими категориями и переводческими приёмами. Основываясь на универсальности формально-логических категорий, он вычленил 7 разновидностей лексических трансформаций, помогающих раскрыть значение слова исходного языка в контексте и найти соответствие в языке перевода. Формально-логическая категория подчинения лежит в основе трёх приемов лексических трансформаций: дифференциации, конкретизации и генерализации значений. Категории перекрещивания соответствует приём смыслового развития, категории контрадикторности — антонимический перевод, категории внеположенности — целостное преобразование и компенсация.
Я. И. Рецкер сформировал представление о модели перевода как системе, включающей в себя лексические трансформации, эквиваленты, вариантные и контекстуальные соответствия. Лексические трансформации входят в систему категорий соответствий, которые, по его мнению, может устанавливать теория перевода.

## Труды
- 1934 г. — Методика технического перевода.
- 1953 г. — Стилистико-грамматическое значение абсолютных конструкций в английском языке.
- 1963 г. — Французско-русский фразеологический словарь.
- 1974 г. — Теория перевода и переводческая практика.
- 1982 г. — Итальянско-русский фразеологический словарь.